# Ommastrephes bartramii
Ommastrephes bartramii es una especie de calamar volador grande de la familia Ommastrephidae. Se encuentra en aguas oceánicas subtropicales y templadas de todo el mundo.

## Taxonomía
Ommastrephes bartramii pertenece a la familia Ommastrephidae, subfamilia Ommastrephinae . Fue descrito por primera vez por el naturalista, explorador y artista francés Charles Alexandre Lesueur en 1821. Los taxónomos rusos consideran las poblaciones reproductoras separadas de Ommastrephes bartramii como subespecies.
Se pensaba que Ommastrephes bartramii era la única especie perteneciente al género monoespecífico Ommastrephes, pero un estudio de 2020 que utilizó ADN mitocondrial para evaluar individuos en casi toda su distribución reveló que el género es en realidad un complejo de especies crípticas alopátricas con cuatro especies distintas identificadas de forma consistente. Como resultado de estos resultados, en combinación con información morfológica y metabólica de la literatura, se resucitaron tres nombres anteriormente sinónimos: Ommastrephes brevimanus, Ommastrephes caroli y Ommastrephes cylindraceus, y se propusieron rangos de distribución revisados para cada especie. 

## Descripción
Ommastrephes bartramii se distingue fácilmente por la presencia de una banda plateada alargada en el centro de la cara ventral del manto. 
Los machos adultos suelen tener un manto de 29 a 32 cm (1 a 1 pies) de largo, pero puede alcanzar la longitud máxima de 45 cm (1,5 pies). Las hembras adultas son mucho más grandes, por lo general tienen una longitud de manto de alrededor de 50 cm (1,6 pies), siendo la longitud máxima conocida de 60 cm (2 pies).

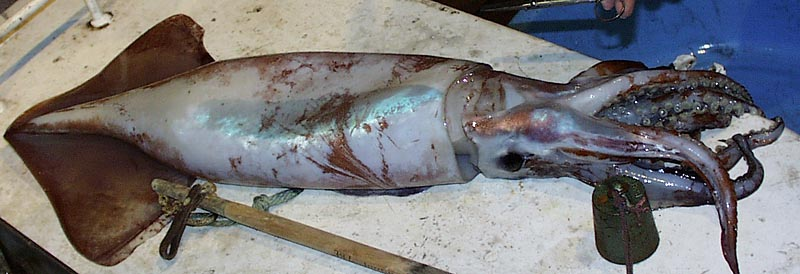
Un calamar volador neón recién capturado en aguas del norte de Hawái. Se aprecia claramente la distintiva banda plateada ventral. Fotografía cortesía de Richard E. Young, Departamento de Oceanografía, Universidad de Hawái y el Proyecto Web Árbol de la Vida.

Sus brazos carecen de membranas laterales y presentan de 9 a 27 ventosas en la serie ventral y de 10 a 25 en la dorsal. Los terceros brazos, izquierdo y derecho, presentan membranas protectoras de mayor anchura que el ancho del brazo. El hectocótilo se desarrolla a partir del cuarto brazo, izquierdo o derecho. Otra característica distintiva de O. bartramii es la presencia de de 4 a 7 ventosas dentadas en la maza tentacular, cerca de las ventosas carpias más cercanas del aparato de bloqueo carpiano. Esto resulta especialmente útil para diferenciarlo del calamar volador de espalda naranja (Sthenoteuthis pteropus).
Hay fotóforos, pero son pequeños, irregulares y se limitan a la cara ventral del manto, la cabeza y los tentáculos. No hay fotóforos viscerales.
Al igual que otros ommastrefidos y onicotéutidos conocidos como "calamares voladores", los calamares voladores neón reciben este nombre por su capacidad de salir disparados del agua, como los peces voladores . A veces aterrizan involuntariamente en las cubiertas de los barcos. Esto ocurre con mayor frecuencia durante condiciones meteorológicas adversas o en presencia de depredadores en las cercanías, y se presume que este comportamiento es una respuesta instintiva a una amenaza. Se ha observado que los calamares voladores presentan comportamientos que prolongan el tiempo que permanecen en el aire, haciéndolos más parecidos al vuelo real que a un simple planeo. Sin embargo, los biólogos aún no comprenden por completo los mecanismos exactos por los cuales los calamares se elevan en el aire.  No obstante, se sabe que el fenómeno ocurre con bastante frecuencia y existe al menos una evidencia fotográfica de Ommastrephes bartramii en vuelo.

## Distribución y hábitat
Los calamares voladores neón son cosmopolitas y se encuentran en aguas subtropicales y templadas de los océanos Pacífico, Atlántico e Índico. Rara vez se encuentran en el Mediterráneo.
Por la noche, generalmente se les encuentra alimentándose justo debajo de la superficie cerca de frentes de agua fría, a profundidades de 0 a 70 m (0 a 229,7 pies). Descienden a profundidades de 300 a 700 m (984,3 a 2296,6 pies) durante el día, aunque se sabe que descienden a profundidades de hasta 1490 m (4888,5 pies). Este patrón de movimiento se conoce como migración vertical diaria y también lo presentan otros organismos oceánicos.

## Ecología y biología

### Ciclo vital
Los calamares voladores neón son altamente migratorios. Tienen una vida útil de aproximadamente un año, durante el cual completan una migración cíclica entre sus zonas de alimentación y desove. El apareamiento ocurre cuando los machos (que generalmente alcanzan la madurez sexual a principios de la temporada) pasan espermatóforos a las hembras. Las hembras los almacenan en la superficie oral de su membrana bucal hasta que también alcanzan la madurez sexual más adelante en la temporada y comienzan a desovar . El desove es continuo y no estacional, y ocurre prácticamente durante todo el año en eventos de desove intermitentes. Cada hembra desova aproximadamente entre 350.000 y 3,6 millones de huevos, dependiendo de su tamaño. Se presume que tanto los machos como las hembras mueren poco después. Las crías miden alrededor de 1 mm (0 plg) de largo y crecen rápidamente, alcanzando una longitud de 7 mm (0,3 plg) después de un mes Las paralarvas migran hacia el norte, hacia las aguas que bordean las regiones subárticas durante el verano y el otoño . Suelen encontrarse alimentándose a una profundidad de 25 m (82,0 pies) de la superficie. Los calamares maduros regresan a las zonas de desove para aparearse.

### Dieta y depredadores
El calamar volador neón se alimenta de pequeños peces oceánicos (como peces linterna y papardas ) y otros calamares. También se sabe que practica el canibalismo con miembros más pequeños de su especie. Sirve de presa para peces grandes (como pez espada, marlín y atún ), tiburones y mamíferos marinos . También se pesca comercialmente para consumo humano.[cita requerida]